# Marcus Koch (Spezialeffektkünstler)
Marcus Koch (* 18. März 1977 in Dunedin, Florida) ist ein US-amerikanischer Spezialeffekte-Künstler und Filmregisseur.

## Leben
Marcus Koch wuchs in den 1980er Jahren als Horrorfilm-Fan auf und begann sich schon in jungen Jahren für Spezialeffekte zu interessieren. Bereits als Kind experimentierte er mit Pappmaché und begann Kurzfilme mit Spezialeffekten zu drehen. Später holte er sich Inspirationen bei Künstlern wie Frank Henenlotter, John Waters, Gabe Bartalos und Tom Savini.
Seine ersten professionellen Arbeiten als SFX-Künstler entstanden 1997 mit Alien Agenda: Under the Skin und Attack of the Killer Manatee. 1999 hatte er sein Regiedebüt mit Rot, einem Independentfilm für den Videomarkt. Marcus Koch spezialisierte sich vor allem auf Splatterfilme und arbeitete mit Regisseuren wie Andreas Schnaas (Nikos the Impaler, 2003) und Herschell Gordon Lewis (The Uh-oh Show, 2009) zusammen. Später gründete er Oddtopsy FX, eine Spezialeffekte-Firma für Independent-Horrorfilme. Für Citizen Toxie, dem vierten Teil von Atomic Hero (Toxic Avenger), erstellte er einige Körperteile und -flüssigkeiten, erhielt allerdings keinen Credit, da der Produzent, mit dem er zusammenarbeitete, später gekündigt wurde.
2007 folgte sein zweiter Langfilm 100 Tears. Nachdem er 2014 die Effekte für American Guinea Pig – einem Tribut an die japanischen Schockfilme der Guinea-Pig-Filmreihe – machte, durfte er beim zweiten Teil American Guinea Pig 2: Bloodshock Regie führen.

## Filmografie (Auswahl)
Als Regisseur
- 1999: Rot
- 1999: Snuff Perversions: Bizarre Cases of Death  (drei Episoden)
- 2007: 100 Tears
- 2010: Fell
- 2013: Hi-8 (Horror Independent 8) (eine Episode)
- 2015: American Guinea Pig 2: Bloodshock (American Guinea Pig: Bloodshock)

Als Spezialeffektekünstler
- 1997: Attack of the Killer Manatee
- 1997: Alien Agenda: Under the Skin
- 1998: Alien Agenda: Endangered Species
- 2000: Atomic Hero 4: Citizen Toxie (Citizen Toxie: The Toxic Avenger IV)
- 2003: Nikos the Impaler
- 2004: Ghost Lake
- 2009: The Uh-oh Show
- 2009: Live Evil – Die Jagd hat begonnen (Live Evil)
- 2009: The Hog
- 2009: Sweatshop
- 2011: Quarantäne 2: Terminal (Quarantine 2: Terminal )
- 2011: Immortal Island
- 2012: Christmas with the Dead
- 2014: American Guinea Pig (American Guinea Pig: Bouquet of Guts and Gore)
- 2015: The Hospital 2
- 2016: Krampus Unleashed
- 2017: Havoc – Playing with Death: Meet the World’s Most Brutal Killer (Playing with Dolls: Havoc)